# Ле-Бени-Бокаж (кантон)
Ле-Бени-Бокаж (фр. Le Bény-Bocage) — упраздненный кантон во Франции, находился в регионе Нижняя Нормандия. Департамент кантона — Кальвадос. Входил в состав округа Вир. Население кантона на 2006 год составляло 7979 человек.
Код INSEE кантона — 1404. Всего в кантон Ле-Бени-Бокаж входило 20 коммун, из них главной коммуной являлась Ле-Бени-Бокаж.

## Коммуны кантона
- Больё — население 163 чел.
- Бюр-ле-Мон — население 131 чел.
- Кампо — население 512 чел.
- Карвиль — население 338 чел.
- Этуви — население 297 чел.
- Ла-Ферьер-Аран — население 301 чел.
- Ла-Граври — население 1121 чел.
- Ле-Бени-Бокаж — население 941 чел.
- Ле-Рекюле — население 243 чел.
- Ле-Турнёр — население 560 чел.
- Маллуэ — население 30 чел.
- Монтами — население 88 чел.
- Мон-Бертран — население 230 чел.
- Моншове — население 360 чел.
- Сен-Дени-Мезонсель — население 95 чел.
- Сент-Мари-Ломон — население 604 чел.
- Сен-Мартен-де-Безас — население 1139 чел.
- Сен-Мартен-Дон — население 241 чел.
- Сент-Уан-де-Безас — население 278 чел.
- Сен-Пьер-Тарантен — население 307 чел.